# Kamigata
Le Kamigata (上方) est une région du Japon qui englobe les villes de Kyoto et Osaka. Le terme est utilisé en particulier lors de l'étude des éléments de la culture urbaine de l'époque d'Edo tels que l’ukiyo-e et le théâtre kabuki, et en comparaison avec la culture urbaine de la région d'Edo/Tokyo.
Le kabuki, l’ukiyo-e, et de nombreux autres domaines connexes de la culture populaire et urbaine de l'époque d'Edo sont en fait originaires du Kamigata avant d'être transmis à Edo. La grande majorité des recherches sur la culture urbaine de l'époque d'Edo (1603-1867), aujourd'hui encore se concentre sur la culture d'Edo. La culture Kamigata, même si elle commence à être de plus en plus étudiée et représentée dans les expositions muséales, demeure encore confidentielle.

## Théâtre
Le kabuki, comme beaucoup d'autres arts traditionnels, est originaire de la région de Kamigata. Issu du théâtre nô et des danses shinto traditionnelles, il est à l'origine beaucoup plus une forme de danse que de drame. Après des périodes de kabuki féminin (onna kabuki) et de kabuki de jeunes hommes (wakamono kabuki), dans lequel les danseurs/acteurs sont aussi des prostitués, diverses proscriptions sont mises en place, dont l'interdiction des femmes sur la scène. C'est alors qu'apparaît le kabuki des hommes (yaro kabuki), qui constitue les débuts de ce qui est aujourd'hui considéré comme la forme dominante du kabuki.
Sakata Tōjūrō I (1647–1709), l'un des premiers acteurs de cette nouvelle forme, exerce une influence extrêmement importante dans le développement du kabuki de Kamigata. Il est le pionnier du style wagoto, un style doux, émotionnel et naturaliste de théâtre, en contraste avec le style aragoto ampoulé et outrancier créé par son contemporain à Edo, Ichikawa Danjūrō I. Dès lors, l'esthétique et la philosophie du wagoto continueront à façonner et à définir le kabuki de Kamigata et les acteurs des deux régions éprouveront le plus souvent de grandes difficultés d'adaptation au style de la région opposée et qui plaise à leurs auditoires. Le style Kamigata utilise moins de trucages scéniques (keren) que le kabuki d'Edo, et des maquillages, des costumes, des accessoires et décors plus nuancés.
En plus de son style plus naturaliste et réaliste, le kabuki de Kamigata est à l'origine beaucoup plus fortement influencé par le jōruri, le théâtre de marionnettes d'Osaka et donc, dans une certaine mesure, accorde une plus grande importance à l'intrigue que ne le fait le kabuki d'Edo qui se concentre beaucoup plus sur la danse. Il n'est pas rare, aujourd'hui encore, en particulier à Tokyo (Edo), que les spectacles de kabuki incluent des histoires complètement disparates et insèrent des personnages au détriment de la continuité de l'intrigue, dans le seul but de montrer la danse d'un acteur, les poses (mie), le chant, les costumes ou les trucages.
Plus tard au cours de l'époque d'Edo, les acteurs commencent à voyager plus souvent entre les deux régions, influençant leurs styles réciproques et introduisant des éléments de style et de répertoire de chaque région dans l'autre. Cependant, les deux régions n'ont jamais cessé d'être nettement différentes et de maintenir leurs fondements stylistiques et esthétiques respectifs.
De nos jours, le kabuki est sur le déclin dans tout le pays mais reste plus populaire et donc plus stable à Tokyo. Un seul théâtre reste à Kyoto, le Minami-za, tandis qu'une poignée subsistent à Osaka. Le Naka no Shibai a fermé ses portes en 1999. Parmi les meilleurs acteurs sur scène dans le Kamigata aujourd'hui, figurent Nakamura Ganjirō III et ses fils Nakamura Senjaku III et Nakamura Kanjaku V, Kataoka Hidetarō II, Bandō Takesaburō V et Kamimura Kichiya VI. Un certain nombre d'autres acteurs de Kamigata se produisent aujourd'hui à Tokyo.

## Ukiyo-e
Pendant longtemps, l’ukiyo-e de la région de Kamigata est représenté essentiellement par des impressions sur bois pour des illustrations de livres (comme Amayo no Sanbai Kigen) ou des peintures. Les impressions sur feuille unique représentant des acteurs kabuki, des paysages ou des belles femmes (bijinga), populaires à Edo à partir de 1700 environ, ne deviennent communes à Kamigata qu'environ cent ans plus tard.
Lorsque les gravures kabuki deviennent populaires dans le Kamigata à la fin du XVIIIe siècle, elles constituent un écart significatif par rapport aux gravures d'acteur d'Edo. Bien que l'idée même de la vente de gravures d'acteurs sur feuille unique est inspirée par le succès de ce support à Edo, les goûts des artistes, de leurs clients et le style de kabuki représentés sont résolument différents. Un élément clé de la stylistique des gravures de Kamigata est leur réalisme par rapport à celles d'Edo. Les gravures de Kamigata, en particulier celles des onnagata (acteurs masculins dans les rôles féminins), cherchent à représenter l'aspect réel de l'acteur. Contrairement aux acteurs d'Edo qui semblent ne jamais vieillir et être toujours aussi gracieux et légers comme s'ils étaient réellement des jeunes femmes, les acteurs de Kamigata montrent sur les gravures leur âge, leurs visages joufflus et leurs traits masculins.
Une autre caractéristique intéressante de la scène ukiyo-e de Kamigata est le manque relatif de maisons d'édition officielles qui dominent le monde de l'art. À Edo ne sont produites des gravures que des meilleurs acteurs et largement, sinon exclusivement, par des éditeurs spécialisés auprès desquels les théâtres individuels passent commande. Le monde de l'art de Kamigata est emmené beaucoup plus par les lettrés et par ce qui sont dans leur essence des clubs de supporteurs d'acteurs. Les amateurs produisent leurs propres impressions et souvent aussi leurs propres spectacles.
Le graveur d'Osaka le plus célèbre de l'époque est Ryūkōsai Jokei (fl. c. 1772-1816) 
qui produit presque exclusivement des gravures d'acteurs dans le format hosoban. Exerçant une influence sur, et influencé lui-même par le grand graveur d'Edo Sharaku, Ryūkōsai est l'un des très rares artistes de Kamigata mentionné dans la plupart des bourses d'études d'Edo axées sur l’ukiyo-e. Parmi ses élèves figurent Shōkōsai Hanbei et Urakusai Nagahide qui, à leur tour, sont suivis par un certain nombre d'autres maîtres imprimeurs. Gion Seitoku et Mihata Jōryū sont deux des plus éminents peintres ukiyo-e de Kamigata, largement influencés par l'école Shijō de peinture installée à Kyoto.
L’ukiyo-e de Kamigata est particulièrement renommé pour ses surimono, impressions privées sur commande particulière d'une qualité beaucoup plus élevée que les impressions régulières. Bien que des surimono sont aussi produits à Edo, il n'est pas du tout rare pour les artistes d'Edo de sous-traiter leurs commandes de surimono à des artistes de Kamigata. Ces impressions, souvent peintes à la main, avec une calligraphie inscrite et/ou de l'or, de l'argent ou du mica utilisé pour rehausser l'image, sont commandées en grande partie par des lettrés, etc., et sont étroitement liées au développement à Kamigata des cercles de poésie.
Les lettrés, les artistes, les écrivains et les acteurs de kabuki se réunissent pour boire, se détendre et partager leur goût de la poésie. Les concours de haikus et les chaînes collaboratives de renga sont des formes courantes de divertissement lors de ces réunions, et les poèmes sont souvent inclus dans les surimono représentant l'acteur qui les a composés (ou un poème peut être composé pour un acteur). Parfois, la calligraphie sur l'impression sera même composée par l'acteur lui-même. Ces styles et motifs, associant les acteurs avec la poésie et la calligraphie, sont utilisés non seulement pour les surimono commandés à titre privé mais aussi pour les gravures sur bois de livres imprimés. En plus d'être achetés par des lettrés ou des amateurs de kabuki pour leur propre divertissement, ces impressions ou livres sont souvent commandés par ces cercles de poésie, ou par leurs membres, comme cadeaux à leurs membres ou à leurs distingués invités, tels que des artistes ou acteurs d'Edo.

## Quartiers de plaisir
Celui de Shinmachi à Osaka, et celui de Shimabara à Kyoto, apparaissent peu après celui de Yoshiwara à Edo, tous trois créés par le shogunat Tokugawa à côté du quartier des théâtres afin de centraliser et de contrôler ces quartiers de divertissement. Les quartiers de plaisirs deviennent rapidement des centres de la culture populaire et le monde raffiné des courtisanes commence à attirer des intellectuels/lettrés ainsi que des artistes et des écrivains.
Comme c'était le cas avec l’ukiyo-e, le théâtre et d'autres aspects de la culture populaire, les districts de plaisance de Kamigata sont nettement différents de ceux d'Edo, dans la culture et le style sinon dans l'organisation et la gestion.

## Source de la traduction
- (en) Cet article est partiellement ou en totalité issu de l’article de Wikipédia en anglais intitulé « Kamigata » (voir la liste des auteurs).